# 山本将
山本 将（やまもと しょう、1993年6月13日 - ）は、東海地方を拠点に活動していた日本の元俳優、元子役。

## 来歴・人物
- 舞夢プロ名古屋事務所に所属していた[1]。
- 2007年当時の趣味はプラモデル作り、音楽鑑賞、読書、筋トレ。特技は野球[1]。
- テレビドラマ『新キッズ・ウォー』シリーズでは、台詞の比較的少ない脇役でありながらも、2シーズン連続でメインキャラ達のクラスメートの1人・翔役を担当していた。
- 2006年9月18日にNHKで放送（再放送：2008年8月16日）された『中学生日記』では主役を務めた。自身に野球を教えてくれた大好きな祖父の足取りを追う中学1年生の野球部員の役で、役名は山本の芸名と同じ『山本 将』であった[2]。

## 出演作品
テレビドラマの出演データはテレビドラマデータベースからの参考。それ以外の出演データはすべて所属事務所プロフィールからの参考。

### テレビ番組
- ユーガッタ!CBC（CBCテレビ） - 「興味シンシン覗き隊」出演

### テレビドラマ
- 幼稚園ゲーム〜お受験します!〜（CBCテレビ、2001年2月5日 - 3月30日） - 西野 純 役
- 新キッズ・ウォー（CBCテレビ、2005年8月1日 - 9月30日） - 翔 役
- 新キッズ・ウォー2（CBCテレビ、2006年5月29日 - 7月28日） - 翔 役
- 中学生日記「キャッチボール・50年前の球と夢の行方」（NHK名古屋放送局、2006年9月18日） - 山本 将 役
- 中学生日記「女の恋は情報戦」（NHK名古屋放送局、2008年2月9日）

### ラジオドラマ
- NHK-FM FMシアター「フリオのために」（NHK名古屋放送局、2005年10月29日[4]） - 子供 役

### CM
- ユニー
- カネロク建設
- 日本モンキーパーク

### ビデオパッケージ
- セイコーエプソン
- トヨタ自動車
- 名古屋市防災対策
- 四日市市水道局
- NEC
- 徳川美術館